# Călătorie în jurul casei în 60 de zile
Călătorie în jurul casei în 60 de zile este un film documentar românesc de antologie. Este format din șase scurtmetraje: Călătorii reciclate de Alexandru Solomon, Sunt aici de Alina Manolache, Ținutul care nu doarme niciodată de Andra Tarara și David Schwartz, Atrii, ventricule de Laura Pop, Cerbul a trecut prin fața mea de Vlad Petri și Elefant departe de Teona Galgoțiu. A fost prezentat la Festivalul International de la Jihlava (27 octombrie - 8 noiembrie 2020) și la Festivalul Les Films de Cannes à Bucarest (23 octombrie – 1 noiembrie 2020).
Cele 6 scurtmetraje au fost produse în perioada de izolare din timpul Pandemiei de COVID-19.